# Duarina monteithorum
Duarina monteithorum är en stekelart som beskrevs av Galloway 1978. Duarina monteithorum ingår i släktet Duarina och familjen Scelionidae. Inga underarter finns listade i Catalogue of Life.